# Anderstorp
Anderstorp é uma localidade da província histórica da Småland, na Suécia. Pertence à  comuna de Gislaved, no condado de Jönköping. Está localizada a 5 km da cidade de Gislaved e a 35 km de Värnamo.

Sua população, em 2018, é de 5 140 habitantes, distribuídos em 6,38 quilômetros quadrados

## Esporte
Em Anderstorp, localiza-se o Autódromo de Anderstorp, palco do Grande Prêmio da Suécia de Fórmula 1 entre 1973 e 1978. O austríaco Niki Lauda é o maior vencedor da corrida, com duas vitórias (1975, pela Ferrari, e 1978, pela Brabham).